# Tour de l'Horloge (Bar-le-Duc)
La Tour de l'Horloge est une ancienne tour fortifiée devenue tour de l'horloge, située à Bar-le-Duc dans le département de la Meuse en région Lorraine.
Construite au Moyen Âge (XIIe siècle), elle est l'un des rares vestiges des fortifications du château de la Ville Haute. Avec ses deux cadrans donnant l'heure, elle est devenue l'un des emblèmes de la ville.
Elle est classée aux monuments historiques depuis le 10 septembre 1941.

## Présentation
La Tour de l'Horloge est une ancienne tour fortifiée devenue tour de l'horloge avec l’installation de plusieurs cadrans sur ses flancs. Un cadran est tourné vers la Ville Basse, un autre l'est vers la Ville Haute. Construite en pierre, elle est aujourd'hui semi-circulaire.
De la base de la tour, un long escalier, les « quatre-vingts degrés », descend vers la Ville Basse.
La Tour de l'Horloge est également appelée Tour du crieur, ou Tour du beffroi et du couvre-feu.

## Historique
À sa construction au Moyen Âge (la base de la tour est du XIIe siècle), la tour est circulaire et avant-gardiste pour l'époque. Ses meurtrières et ses embrasures permettent de surveiller la campagne environnante et d’envoyer des projectiles à l’ennemi. Elle est alors l'une des six tours de l'enceinte du château-fort de la Ville Haute.
En 1381, le duc de Bar Robert Ier y installe un « gros horloge » orienté vers les habitants du château. La tour prend alors de l'importance dans la vie des barisiens, les prévenant des attaques ennemies, sonnant le couvre-feu, ou accompagnant les cérémonies et évènements. Elle permet également, grâce à un code connu des habitants, d'indiquer la localisation du feu dans la ville en cas d'incendie.
La partie supérieure de la tour est modifiée plusieurs fois à la suite des incendies de 1500 et 1639. À cause de sa position élevée, elle est frappée par la foudre à plusieurs reprises, et à chaque fois voit ses cloches fondre.
En 1608, Jean Vincent, président de la Chambre des comptes de Bar-le-Duc, installe un second cadran orienté vers la Ville Basse. En 1752, un troisième cadran est installé pour les habitants de la Ville Haute.
En 1670, le roi de France Louis XIV ordonne le démantèlement des fortifications du château et de la ville. La Tour de l'Horloge est l'un des rares édifices à être épargnés, grâce à l'utilité de son cadran, mais se retrouve quand même éventrée. Elle perd alors son aspect circulaire ainsi que son cadran orienté vers le château.
La toiture est de nouveau restaurée après un sinistre survenu en 1940.
La Tour de l'Horloge et le reste des remparts situés au-dessous de cette tour sont classés monuments historiques le 10 septembre 1941.
En 1994, le cadran orienté vers la ville basse est restauré selon la facture d’origine.
Son histoire a été retracée et valorisée à travers des publications  mais aussi un web-documentaire réalisé en 2016 par Guillaume Ramon.

## Galerie photo

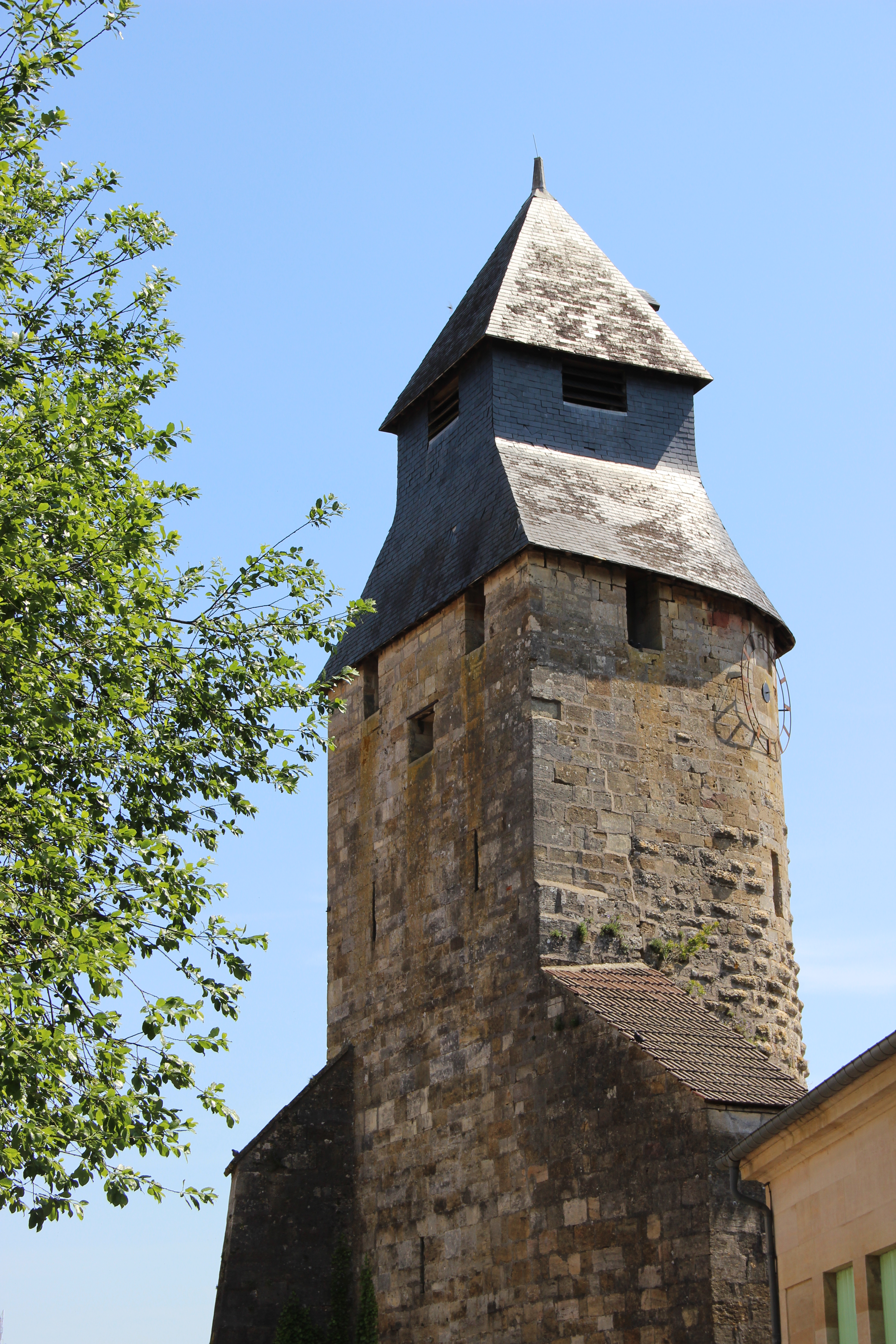
La Tour de l'Horloge et son cadran orienté vers la Ville Haute.
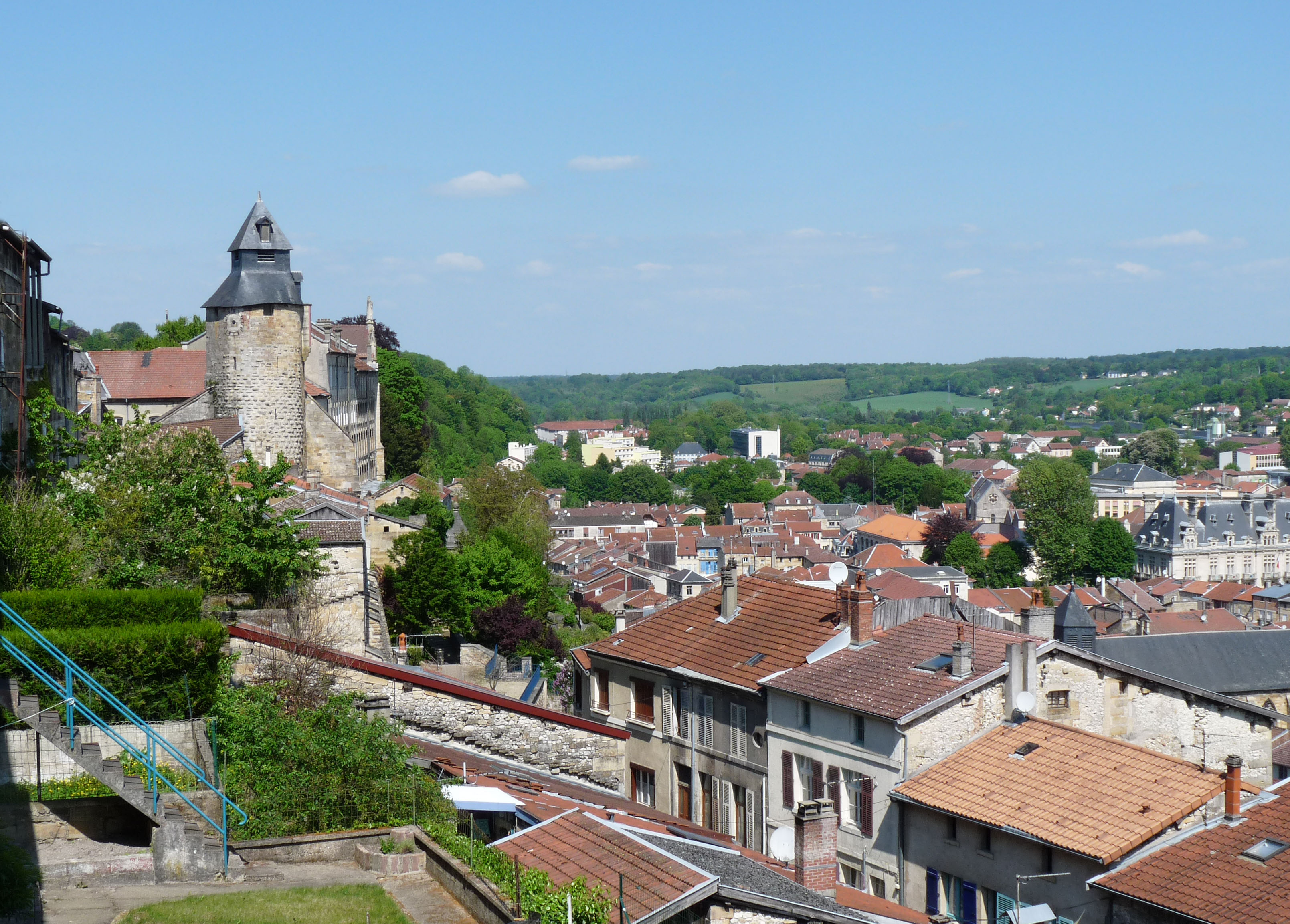
La Tour de l'Horloge surplombant la Ville Basse.
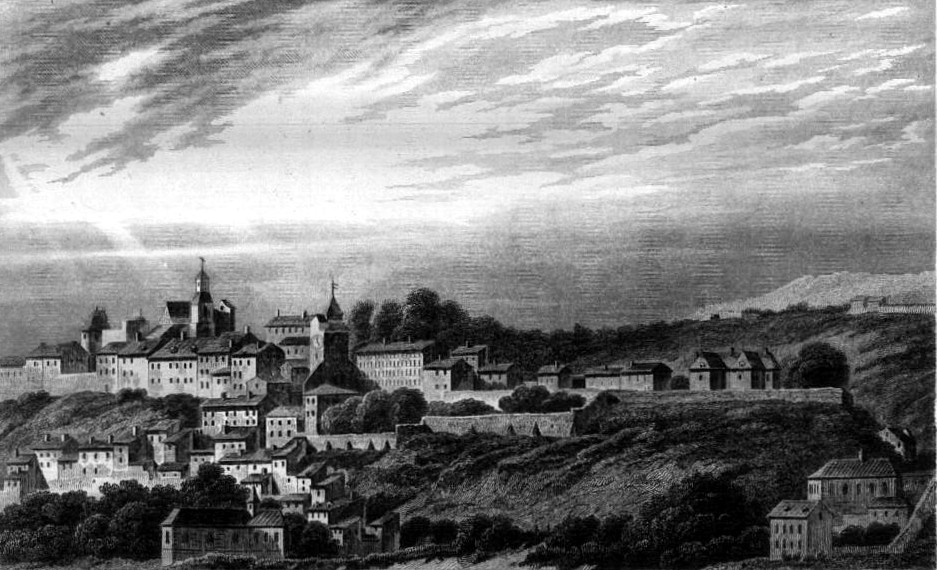
En 1838.